# Блок (морська справа)

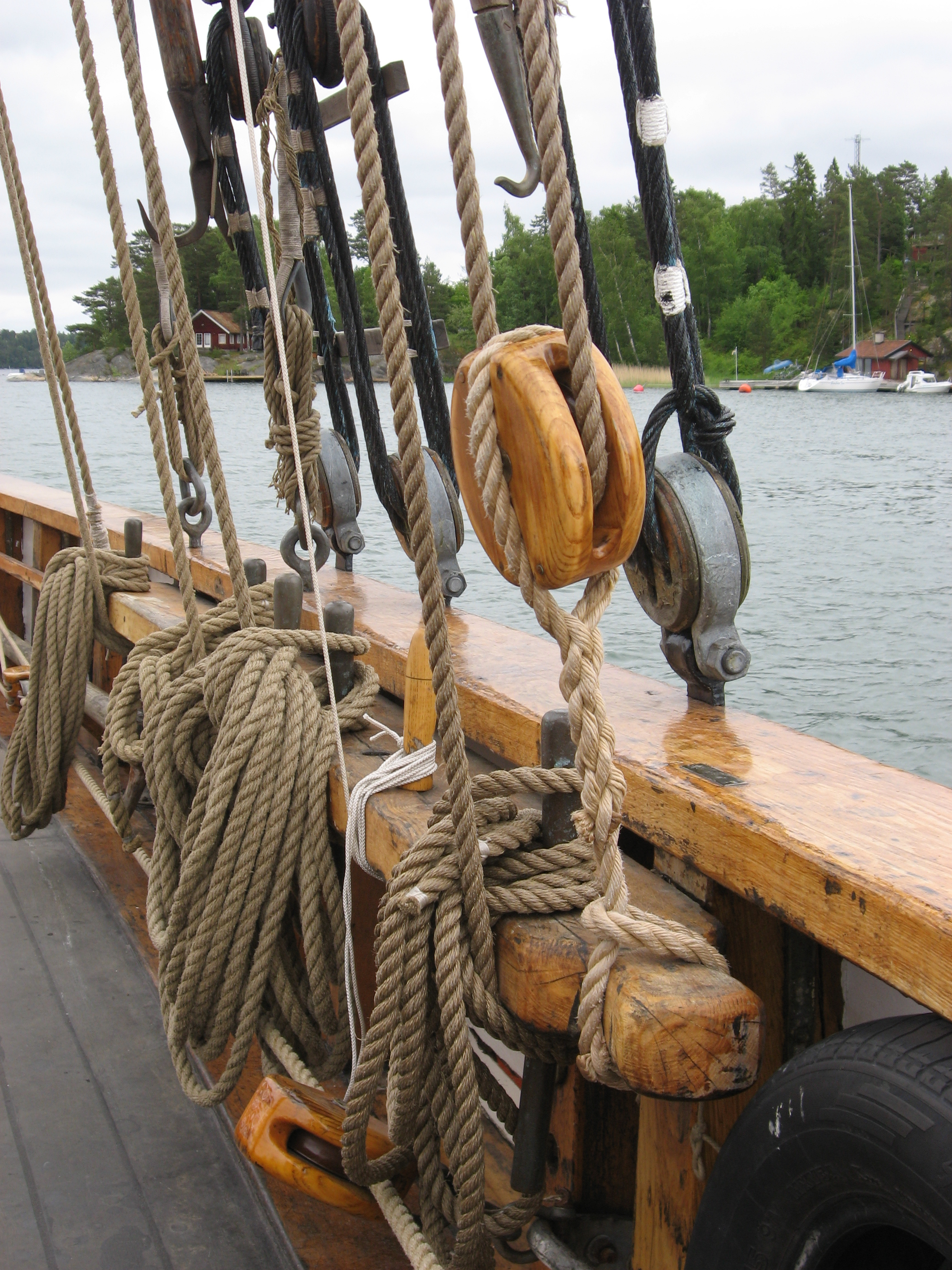
Одношківний блок зі свитнем і юферси.

Блок — найпростіша машина для підйому важких предметів на суднах (вітрил, рей, гафелів, шлюпок, вантажів тощо). Блоки з'єднуються між собою тросом-лопарем, утворюючи талі. Для з'єднання корпус блока охоплює петля-строп чи металева оковка. На суднах блоки вживаються трьох видів: металеві, дерев'яні з оковкою (внутрішньою або зовнішньою) і дерев'яні без оковки. Блоки виготовляли майстри-блокарі в спеціалізованих майстернях (блокарнях). На одному великому вітрильнику середини XIX століття могло бути до 1 400 штук блоків різних типів.

## Будова
Блок складається з дерев'яних або металевих щік, що утворюють його корпус; між щоками знаходиться один або кілька шківів (дисків), причому для дерев'яних блоків шківи виробляють з бакаутового дерева або міді, для металевих — з міді або чавуну. Шківи обертаються на залізній точеній осі — нагелі. Бакаутові шківи для запобігання їх розмелюванню мають врізану в середину планку — втулку. На щоках дерев'яних блоків вибирають один або два жолобки для стропів — кіпи. Жолобок по колу шківа також називається кіпом. Порожнину блока, де поміщається шків, колись називали шкіф-ат. Шків може встановлюватися не тільки в блоку, але й окремо в шків-гаті — спеціальному вирізі в борті чи рангоутному дереві, клотику (зокрема, шків-гат зі шківом розміщений у шпорі стеньги і призначений для проведення стень-винтрепа).

## Види

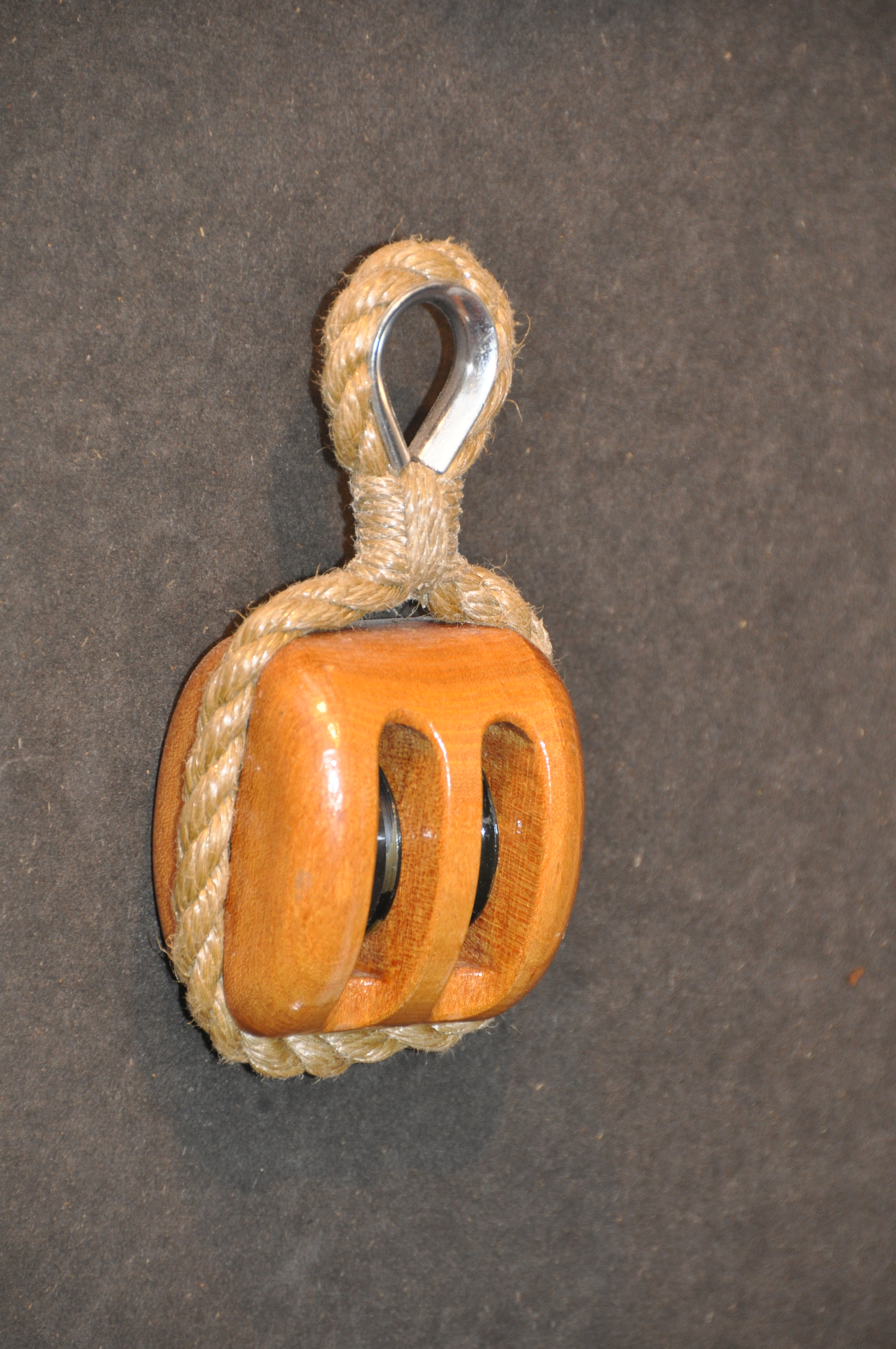
Двошківний блок з одним кіпом, закріплений на простому стропі з одним вічком і коушем.

Тришківний такель-блок з одним кіпом, закріплений на подвійному стропі з одним вічком.

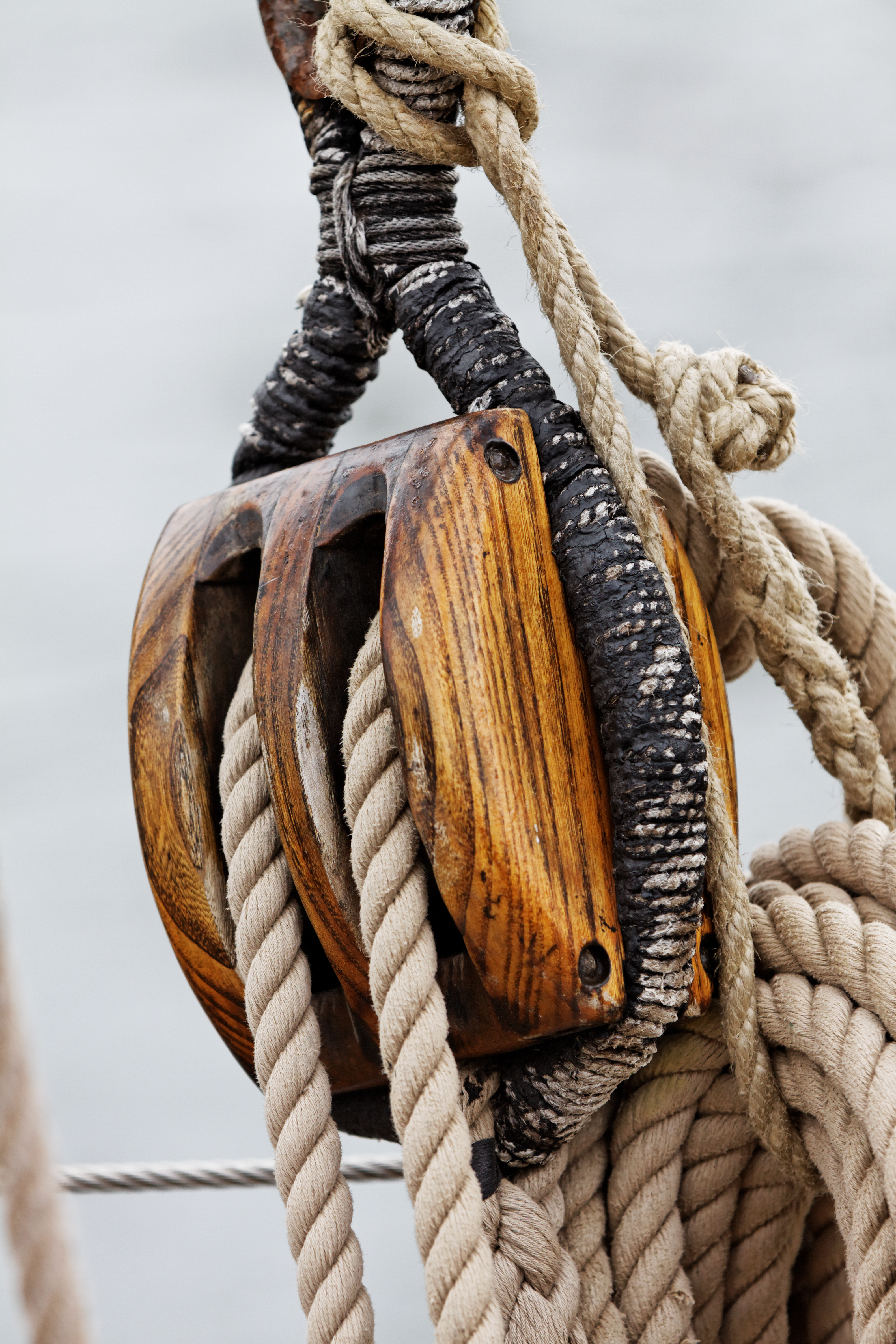
Остроплений двошківний блок

Дерев'яні блоки розділяють на звичайно зроблені, товстохідні і тонкохідні. Крім того, бувають блоки особливо зроблені, які носять свої спеціальні назви.
За кількістю шківів і кіпів
За кількістю шківів блоки розділяються на одношківні, двошківні, тришківні і чотиришківні. Шківи можуть бути співвісними і розташованими на різних осях (комель-блоки, такель-блоки, лонг-такель-блоки).
Залежно від кількості кіпів розрізняють однокіпові і двокіпові блоки.
За типом кріплення
Для з'єднання блоків між собою чи кріплення до корпусу або деталей судна застосовується або петля-строп з клетневаного троса (такий трос називають «остропленим»), або металева оковка. Строп може бути простим (з одним і двома вічками), подвійним, споряджатися огоном (у тому числі з коушем), свитнем, клевантом. Блоки як зі стропами, так і з оковками споряджаються вертлюгами чи гаками (гакблоки).
За рухомістю корпусу
Залежно від рухомості корпусу блоки поділяють на нерухомі (зі закріпленим нерухомо корпусом) і рухомі (корпус переміщається при роботі). Перші використовуються тоді, коли треба змінити напрямок тяги троса і призначені тільки для зменшення тертя (за рахунок рухомого шківа), другі — для виграшу в силі.

### Спеціальні блоки
- Анапуть-блок — одношківний блок для натягання тенту, один з кінців якого має вигляд видовженого конуса з кількома отворами. У ці отвори просилюються шпрюйти від середнього ліктроса тенту.
- Башмак-блок (англ. shoe-block, нім. Schuhblock) — блок з двома шківами, встановленими на взаємноперпендикулярних осях (виглядає як скручений на 90° такель-блок).
- Гангерс-блок (гандерс-блок, гардель-блок) — блок на топі щогли під огонами вант, призначений для проведення гарделів нижніх рей[4].
- Гітов-блок — блок зі шківом, повністю схованим усередину корпусу, трос пропускається в нього через отвори. Використовується для натягання гітових, при цьому закритий корпус перешкоджає потраплянню парусини між шківом і тросом під час прибирання вітрила.
- Каніфас-блок — блок з прорізаною чи відкидною щокою, що уможливлює заводити його в трос вже поставленої снасті. Служить для відведення снастей при їхньому проведенні на лебідку чи брашпиль[5].
- Комель-блок — круглий точений блок з товстими щоками, з двома шківами, розташованими в одній площині, один над одним. Служить для проведення марса-топенантів на вітрильних суднах та інших снастей під салінгом.[6]
- Лонг-такель-блок (англ. longtackle block) — блок з двома шківами на різних нагелях (два блоки, з'єднаних в одному корпусі), подібно комель-блоку. Шківи мають різні розміри, отже, сам блок грушоподібної форми. Вживається для руль-талів, анкершток-талів, риф-талів косого грота, бик-горденів нижніх вітрил та ін.[7].
- Плат-блок — блок з відкритим з одного боку шківом для закладання снастей[8].
- Собака-блок — блок, що заводився на брам-езельгофті і призначався для проведення брам-горденя. Назву отримав за небезпеку роботи з ним: матрос, що брався рукою за гордень біля блока, ризикував втратити пальці, затягнуті в шків-гат[9].
- Стень-винтреп-блок — закладений на обусі езельгофта блок з гаком, призначений для проведення стень-винтрепа. Відрізняється розташуванням гака, зміщеним у бік щоки, прилеглої до езельгофта[10].
- Такель-блок (tackle block) — блок з двома шківами на різних осях[11].

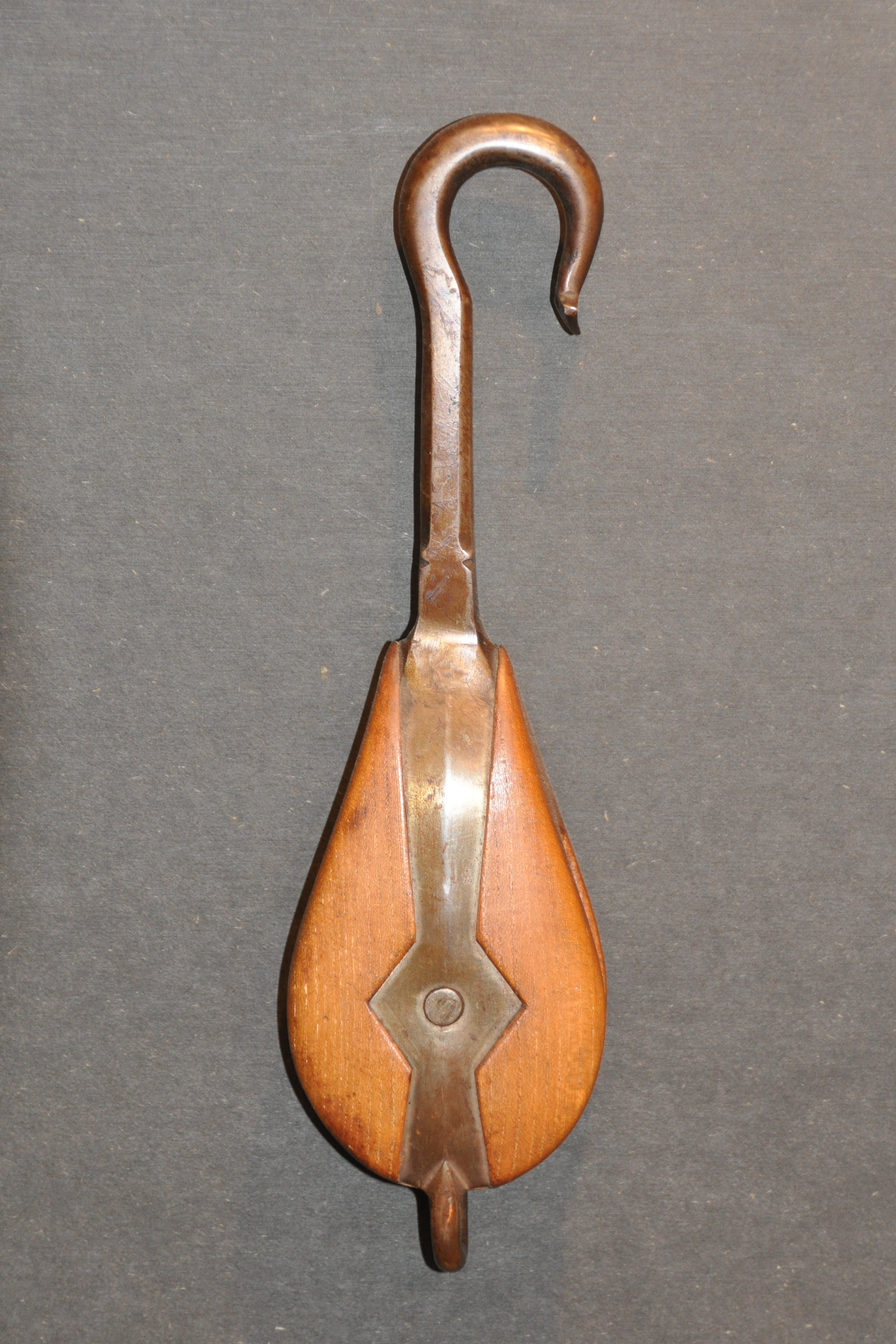
Одношківний блок з металевою оковкою і гаком
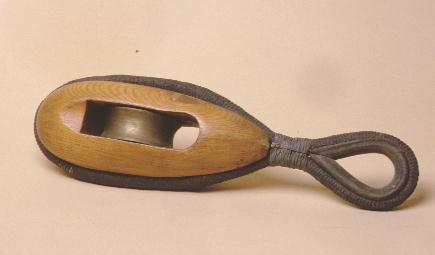
Одношківний остроплений блок з коушем
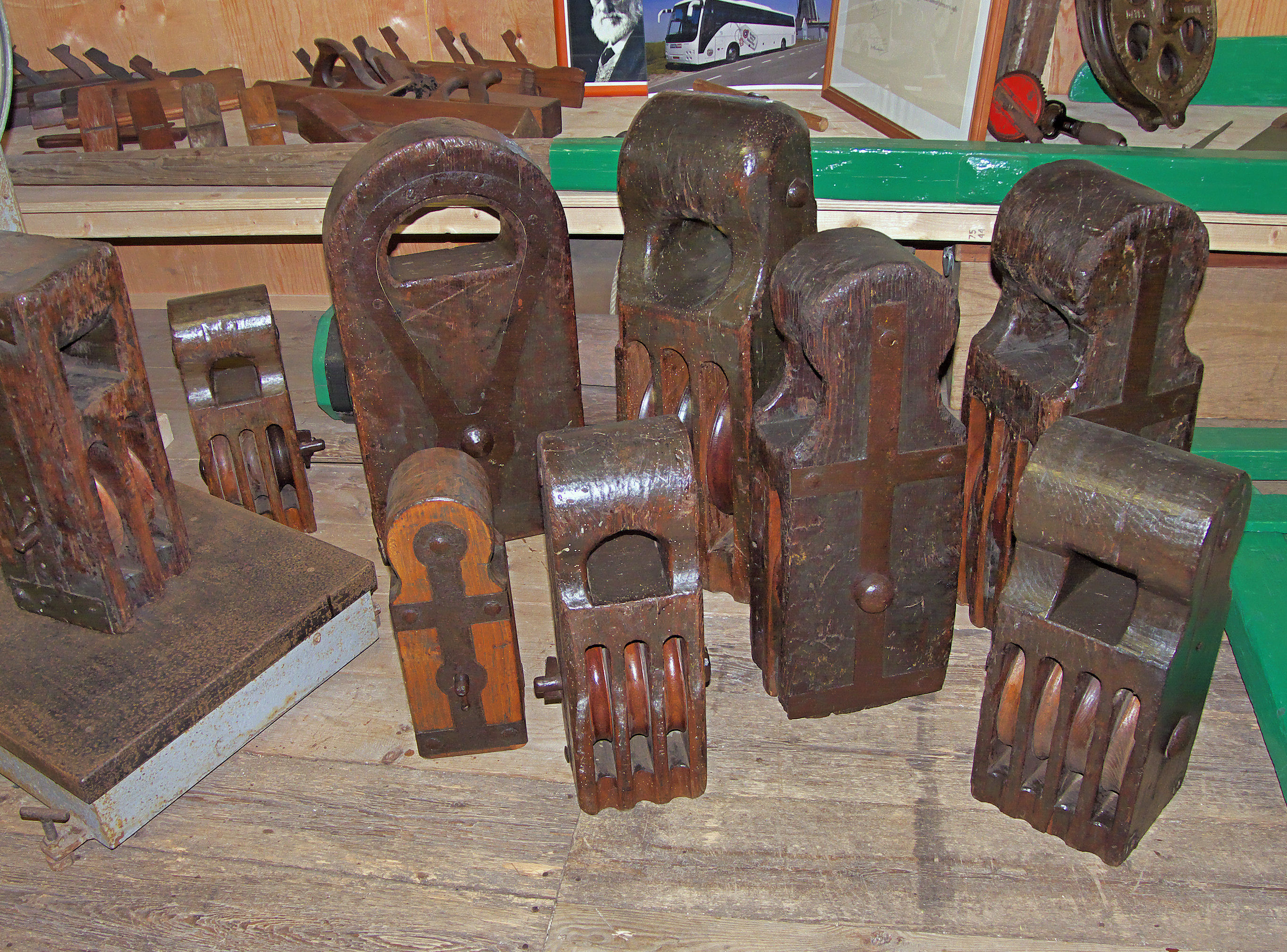
Блоки з двома, трьома і чотирма шківами
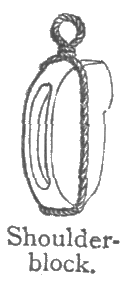
Блок з плечем (для марса-шкотів)
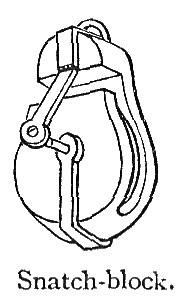
Каніфас-блок
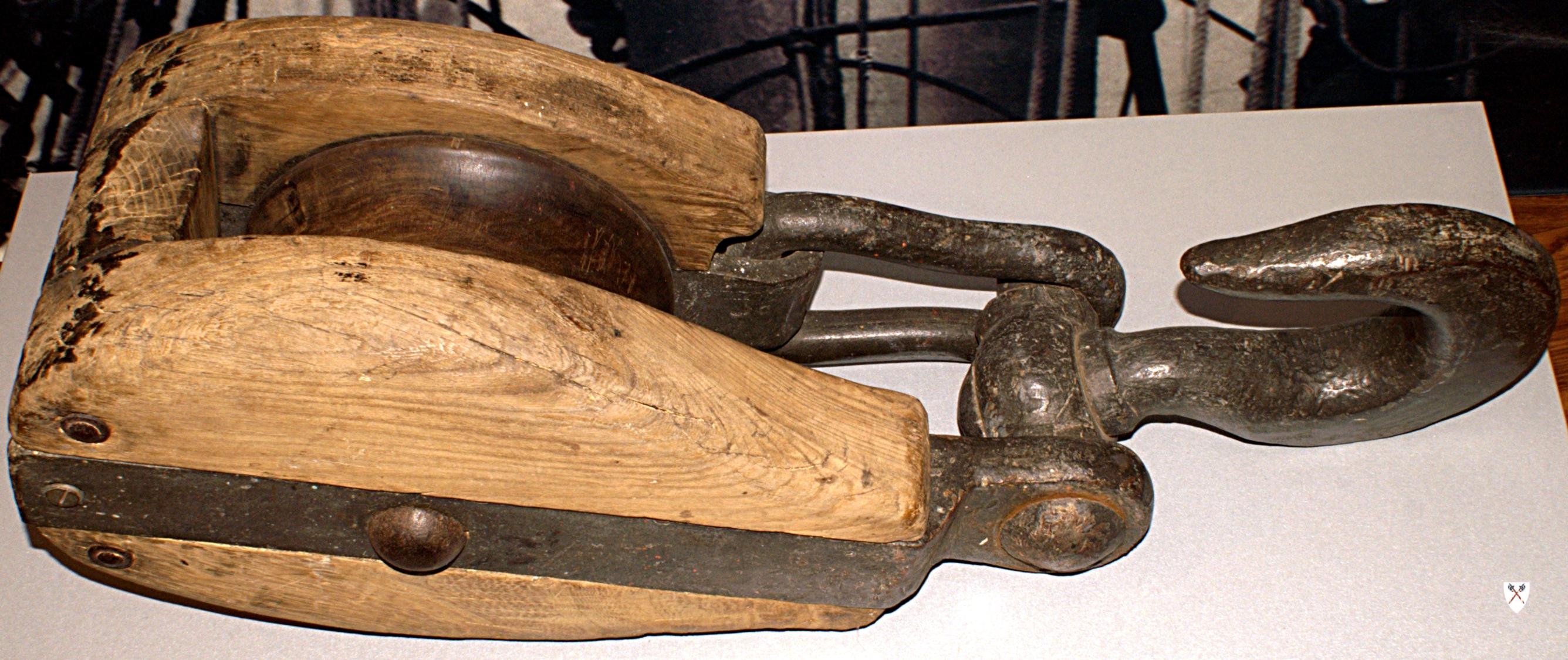
Каніфас-блок
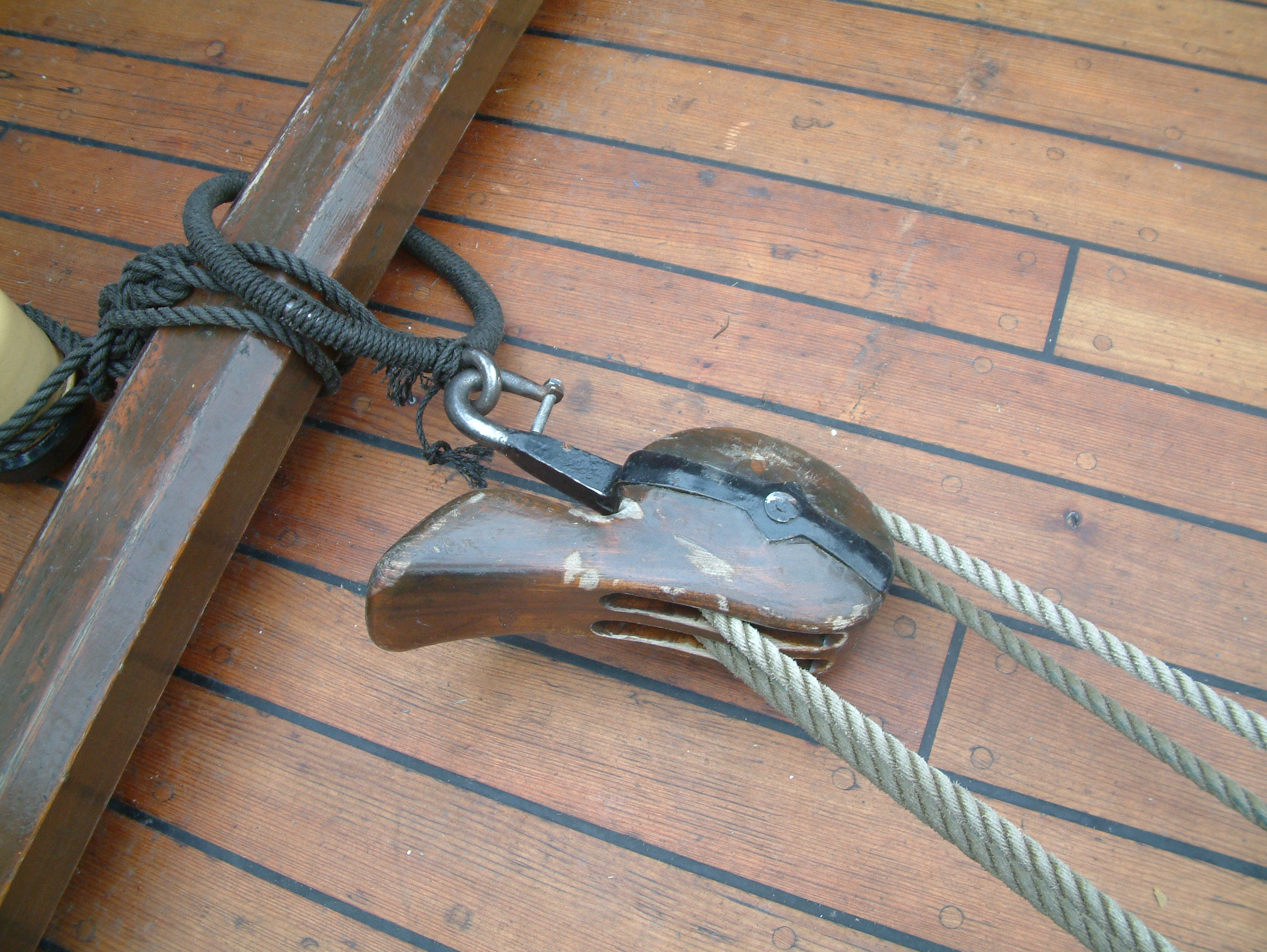
Двошківний блок з плечем
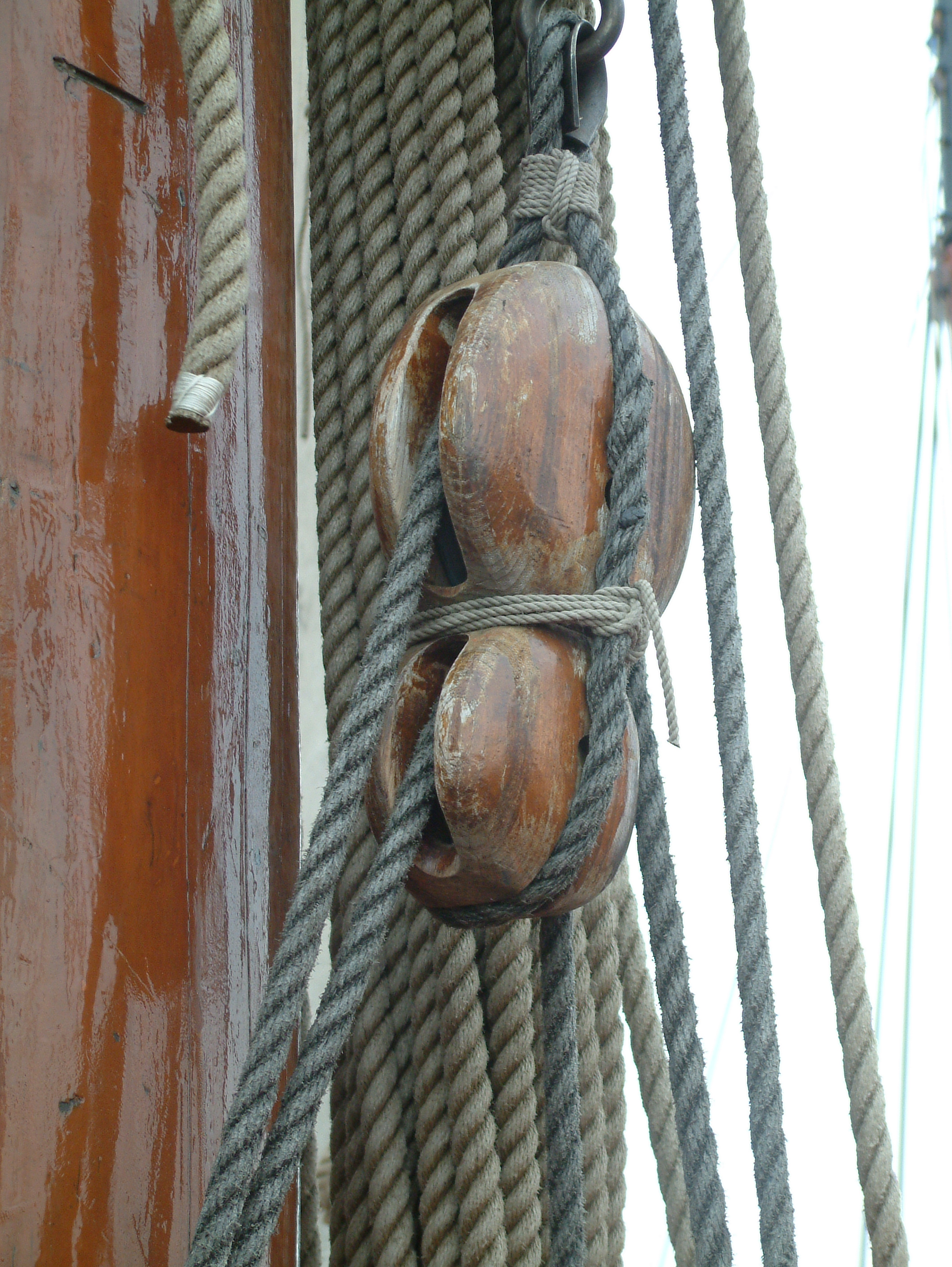
Лонг-такель-блок
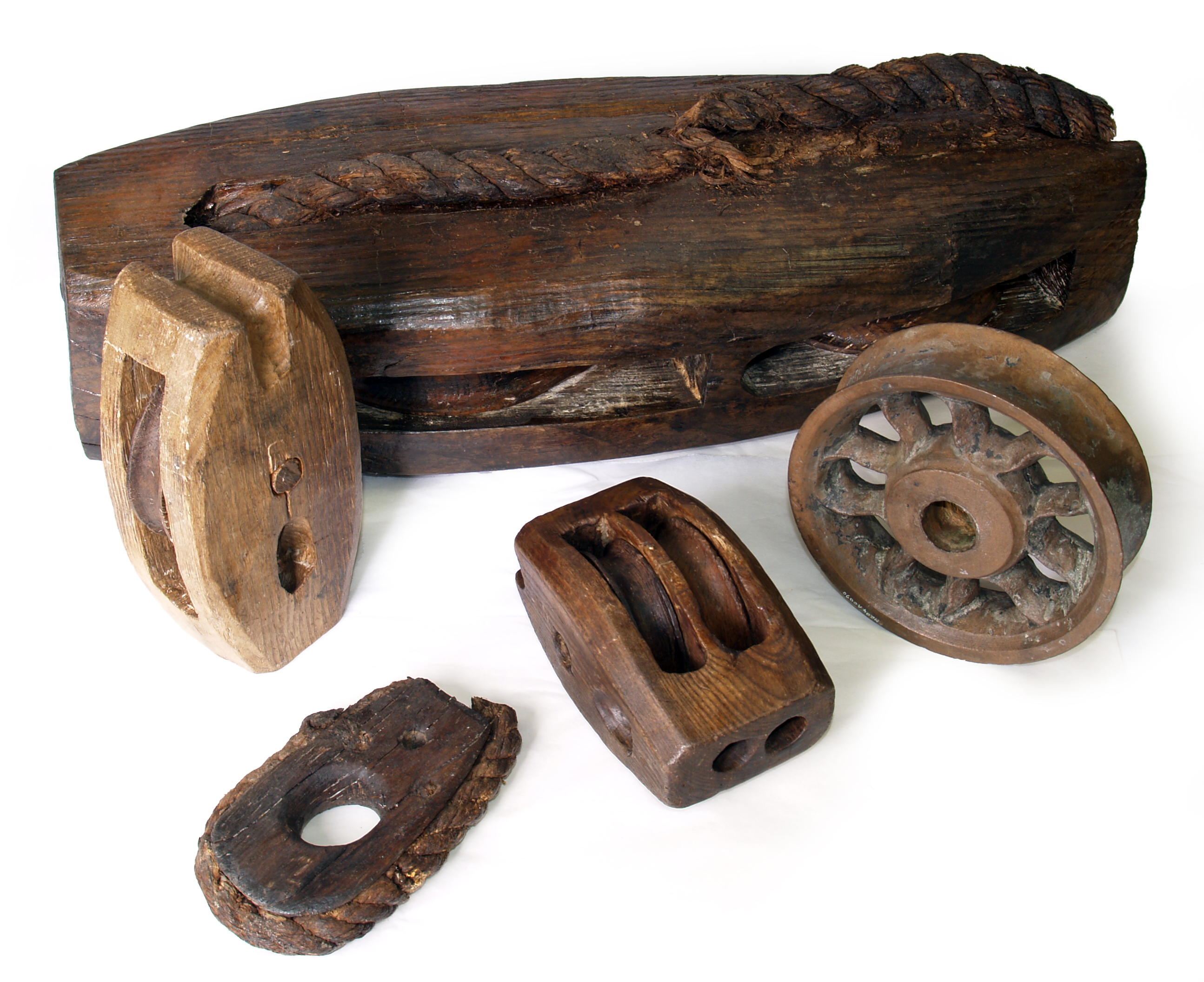
Блоки з караки «Мері Роуз»: такель-блок, одношківний і двошківний блоки, дерев'яний коуш, шків
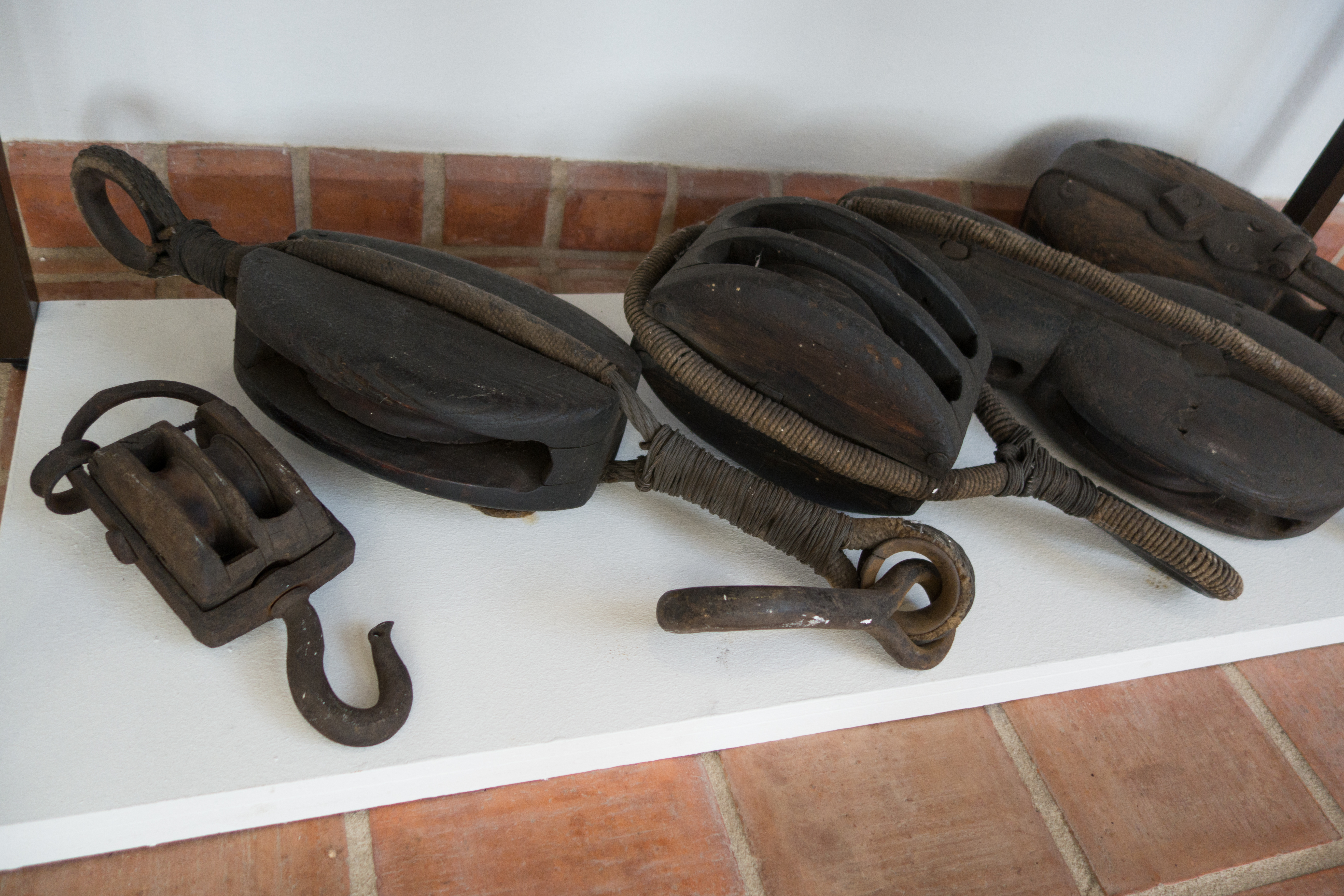
Старовинні блоки. Зліва направо: двошківний блок з гаком, одношківний остроплений блок з двома вічками і коушами, двошківний остроплений блок з одним вічком, лонг-такель-блок, каніфас-блок

#### Безшківні блоки

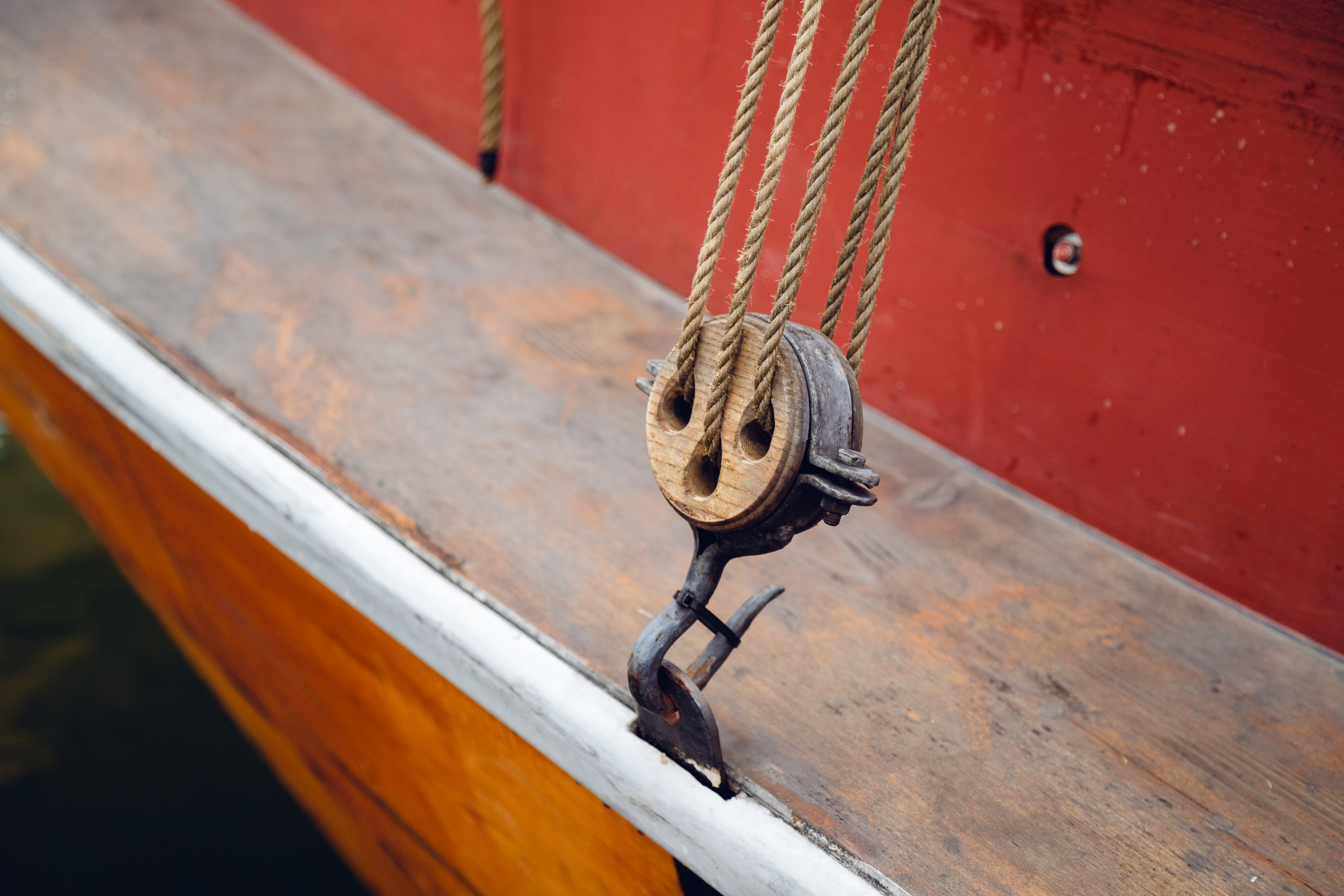
Юферс фордуна.

- Юферс — блок з трьома отворами для натягання вант і фордунів.
- Штаг-юферс чи штаг-блок — блок для натягання штагів з кіпом по колу, одним великим отвором з трьома кіпами в нижній частині.
- Вант-клотень — блок з 1-3 отворами і кіпом по колу, що кріпиться (прив'язується шлагами) до нижніх вант і служить для проведення снастей рухомого такелажу.